# Hvis jeg var konge
Hvis jeg var konge (originaltitel: The Vagabond King) er en amerikansk Musicalfilm fra 1930, instrueret af Ludwig Berger med Dennis King og Jeanette MacDonald i hovedrollerne.
Manuskriptet blev skrevet af Herman J. Mankiewicz baseret på operetten The Vagabond King fra 1925, der igen var baseret på skuespillet If I Were King af Justin Huntly.
Hans Dreier blev nomineret til en Oscar for bedste scenografi for sit arbejde med filmen.

## Eksterne Henvisninger
- Hvis jeg var konge på Internet Movie Database (engelsk)
- Hvis jeg var konge i Svensk Filmdatabas (svensk)
- Hvis jeg var konge på MovieMeter (nederlandsk)
- Hvis jeg var konge på AllMovie (engelsk)
- Hvis jeg var konge hos American Film Institute (engelsk)
- Hvis jeg var konge på The Movie Database (engelsk)
- Hvis jeg var konge på Rotten Tomatoes (engelsk)
- Hvis jeg var konge på Filmaffinity (engelsk)